# فریدون فرهودی
فریدون فرهودی (متولد ۱۳۳۰) نویسنده و کارگردان اهل ایران است. وی دوران کودکی و نوجوانی را در خوزستان و سال‌های پایانی دبیرستان را در مدرسه خوارزمی تهران گذراند. وی پس از طی دورهٔ کارشناسی در دانشکدهٔ هنرهای دراماتیک، برای گذراندن فوق لیسانس به دانشگاه ونسن پاریس رفت.
فرهودی علاوه بر نویسندگی و کارگردانی برای سینما و تلویزیون در شوراهای تخصصی فیلمنامه مدرسه فیلم‌نامه‌نویسی حوزه هنری، و سیما فیلم نیز نقش مؤثری داشته‌است. او هم‌اکنون در دانشگاه سوره تهران به تدریس فیلمنامه نیز می‌پردازد.
از استادان وی می‌توان به هوشنگ کاووسی، حمید سمندریان و اسماعیل شنگله اشاره کرد.
فرهودی در نمایش‌های کرگدن و ملاقات بانوی سالخورده (حمید سمندریان) به ایفای نقش پرداخت و برای پایان‌نامه دانشگاه نمایشنامه گوشه گیران آلتونا را کارگردانی کرد که هایده حائری و فرزانه نشاط خواه بازیگران آن بودند.

## کارگردان (تله فیلم و مجموعه تلویزیونی)
- نمایش تلویزیونی سبز در پاییز
- کیف (تله فیلم)
- آن سوی دیوار (تله فیلم)
- حفره (تله فیلم)
- چند متر آن طرف تر (تله فیلم)
- آبی‌ها و خاکستر (تله فیلم)
- لذت حقیقت (تله فیلم)
- روز پنجم (تله فیلم)
- خانه دوست (تله فیلم)
- ماه می‌تابد (تله فیلم)
- یکی از این روزها (مجموعه تلویزیونی)
- رمضان آن سال (تله فیلم)
- جاده (مجموعه تلویزیونی)
- آینه (سری سوم مجموعه تلویزیونی)
- خانه بخت (مجموعهٔ تلویزیونی)

## نویسنده
- پاپیتال (۱۳۸۵)
- کلاهی برای باران (۱۳۸۵)
- پسران مهتاب(۱۳۸۱)
- تیک (۱۳۸۰)
- غزل (۱۳۸۰)
- تکیه بر باد (۱۳۷۹)
- دختری با کفشهای کتانی (۱۳۷۷)
- ساحره (۱۳۷۶)
- بازگشت به خانه
- دردسر والدین (مجموعه تلویزیونی)
- آرام می‌گیریم (مجموعه تلویزیونی)

## بازنویسی
- حس پنهان (۱۳۸۵)
- ساحره (۱۳۷۶)

## بازیگر
- زیر پوست شب (۱۳۵۳)
- نمایش حادثه در صبح پاییزی (معارفی)
- مجموعه تلویزیونی (برده رقصان)